# Grand Prix Velké Británie 1975
Grand Prix Velké Británie 1975 (oficiálně John Player Grand Prix) se jela na okruhu Silverstone v Silverstonu ve Velké Británii dne 19. července 1975. Závod byl desátým v pořadí v sezóně 1975 šampionátu Formule 1.

## Závod
| Poř.   | No. | Jezdec             | Konstruktér     | Počet kol | Čas/Odstoupení | Pořadí na startu | Body |
| ------ | --- | ------------------ | --------------- | --------- | -------------- | ---------------- | ---- |
| 1      | 1   | Emerson Fittipaldi | McLaren-Ford    | 56        | 1:22:05.0      | 7                | 9    |
| 2      | 8   | Carlos Pace        | Brabham-Ford    | 55        | Nehoda         | 2                | 6    |
| 3      | 3   | Jody Scheckter     | Tyrrell-Ford    | 55        | Nehoda         | 6                | 4    |
| 4      | 24  | James Hunt         | Hesketh-Ford    | 55        | Nehoda         | 9                | 3    |
| 5      | 28  | Mark Donohue       | March-Ford      | 55        | Nehoda         | 15               | 2    |
| 6      | 9   | Vittorio Brambilla | March-Ford      | 55        | + 1 kolo       | 5                | 1    |
| 7      | 2   | Jochen Mass        | McLaren-Ford    | 55        | Nehoda         | 10               |      |
| 8      | 12  | Niki Lauda         | Ferrari         | 54        | + 2 kola       | 3                |      |
| 9      | 4   | Patrick Depailler  | Tyrrell-Ford    | 54        | Nehoda         | 17               |      |
| 10     | 22  | Alan Jones         | Hill-Ford       | 54        | + 2 kola       | 20               |      |
| 11     | 18  | John Watson        | Surtees-Ford    | 54        | Nehoda         | 18               |      |
| 12     | 27  | Mario Andretti     | Parnelli-Ford   | 54        | + 2 kola       | 12               |      |
| 13     | 11  | Clay Regazzoni     | Ferrari         | 54        | + 2 kola       | 4                |      |
| 14     | 17  | Jean-Pierre Jarier | Shadow-Ford     | 53        | Nehoda         | 11               |      |
| 15     | 23  | Tony Brise         | Hill-Ford       | 53        | Nehoda         | 13               |      |
| 16     | 15  | Brian Henton       | Lotus-Ford      | 53        | Nehoda         | 21               |      |
| 17     | 32  | John Nicholson     | Lyncar-Ford     | 51        | Nehoda         | 26               |      |
| 18     | 19  | Dave Morgan        | Surtees-Ford    | 50        | Nehoda         | 23               |      |
| 19     | 30  | Wilson Fittipaldi  | Fittipaldi-Ford | 50        | Nehoda         | 24               |      |
| Ret    | 10  | Hans Joachim Stuck | March-Ford      | 45        | Nehoda         | 14               |      |
| Ret    | 6   | Jim Crawford       | Lotus-Ford      | 28        | Nehoda         | 25               |      |
| Ret    | 16  | Tom Pryce          | Shadow-Ford     | 20        | Nehoda         | 1                |      |
| Ret    | 29  | Lella Lombardi     | March-Ford      | 18        | Motor          | 22               |      |
| Ret    | 5   | Ronnie Peterson    | Lotus-Ford      | 7         | Motor          | 16               |      |
| Ret    | 21  | Jacques Laffite    | Williams-Ford   | 5         | Převodovka     | 19               |      |
| Ret    | 7   | Carlos Reutemann   | Brabham-Ford    | 4         | Motor          | 8                |      |
| DNQ    | 31  | Roelof Wunderink   | Ensign-Ford     |           |                |                  |      |
| DNQ    | 35  | Hiroši Fušida      | Maki-Ford       |           |                |                  |      |
| Zdroj: |     |                    |                 |           |                |                  |      |

## Průběžné pořadí po závodě
Pohár jezdců
| Pořadí | Jezdec             | Body |
| ------ | ------------------ | ---- |
| 1      | Niki Lauda         | 47   |
| 2      | Emerson Fittipaldi | 33   |
| 3      | James Hunt         | 25   |
| 4      | Carlos Reutemann   | 25   |
| 5      | Carlos Pace        | 24   |
| Zdroj: |                    |      |

Pohár konstruktérů
| Pořadí | Konstruktér  | Body    |
| ------ | ------------ | ------- |
| 1      | Ferrari      | 50      |
| 2      | Brabham-Ford | 42 (44) |
| 3      | McLaren-Ford | 39,5    |
| 4      | Hesketh-Ford | 25      |
| 5      | Tyrrell-Ford | 24      |
| Zdroj: |              |         |